# 皮埃尔·罗森贝格

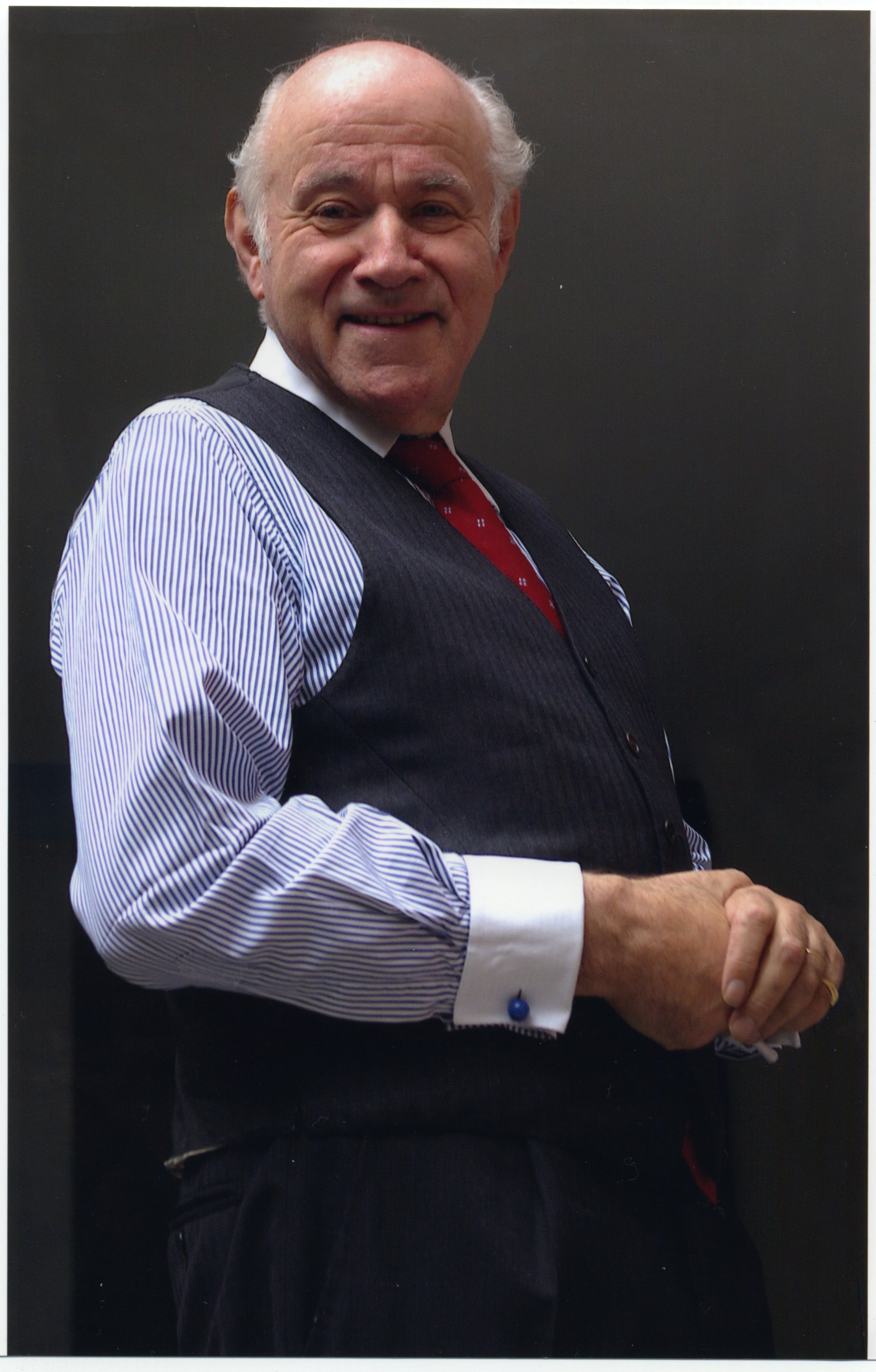
皮埃尔·罗森贝格

皮埃尔·罗森贝格（1936年4月13日—）是法国美术史学家、策展人和教授。1994年10月- 2001年4月14日期間皮埃尔·罗森贝格是巴黎卢浮宫博物馆馆长，他還于1995年起担任法兰西学术院第第23任院士。